# Psychologie scolaire
Pour les articles homonymes, voir Psychologie (homonymie).
La psychologie scolaire est un domaine appliquant la psychologie clinique et la psychologie de l'éducation pour diagnostiquer les troubles comportement ou difficultés de compréhension chez les enfants et adolescents, en passant par le personnel enseignant ou parents d'élèves. Les psychologues scolaires sont spécialisés dans les domaines du développement et de la psychopathologie enfantines, de l'éducation, des pratiques parentales, ainsi que des théories de compréhension [Quoi ?] et de la personnalité. 

## Journaux ou publications
- Journal of School Psychology
- School Psychology International
- Psychology in the Schools
- The School Psychologist
- Journal of Psychoeducational Assessment
- School Psychology Quarterly
- School Psychology Review
- School Psychology Forum: Research in Practice
- NASP Communiqué